# Domenico Spada
Domenico Spada (* 15. September 1980 in Rom) ist ein Profiboxer im Mittelgewicht und bekennender Roma mit italienischer Staatsangehörigkeit.

## Amateurkarriere
Als Amateur brachte er es auf 34 Siege, sechs Niederlagen und ein Unentschieden. Er wurde 1999 Italienischer Meister im Halbmittelgewicht und 2001 Italienischer Vizemeister im Mittelgewicht.
Bei der 15. Europameisterschaft der Junioren 1997 in Birmingham, startete er im Halbweltergewicht. Dort besiegte er in der Vorrunde den Armenier Alexander Dadian nach Punkten, unterlag jedoch anschließend im Viertelfinale dem Aserbaidschaner Sahib Bagirow nach Punkten. 1998 gewann er zudem die Goldmedaille im Weltergewicht beim 25. Gazeta Pomorska Turnier in Polen. Er schlug dabei im Finale den Ukrainer Andrei Scharikow vorzeitig in der zweiten Runde.
Im März 2000 gewann er beim jährlichen Multi Nations Tournament in England, die Goldmedaille im Halbmittelgewicht. Damit qualifizierte er sich automatisch für die im Mai ausgetragene 33. Europameisterschaft in Finnland. Dort unterlag er jedoch im Halbmittelgewicht startend, bereits in der ersten Runde dem Bulgaren Dmitri Usagin.
Im August 2000 gewann er im Halbmittelgewicht, den 19. Internationalen President’s Cup in Indonesien.

## Profikarriere
Noch im Jahr 2000 wurde er Profi und gewann 22 Kämpfe in Folge, davon 12 vorzeitig. Am 26. Dezember 2004 boxte er gegen Idd Kigula aus Tansania um den Junioren-Weltmeistertitel der IBF und gewann durch K. o. in der ersten Runde. Am 19. März 2005 verteidigte er den Titel durch t.K.o in der achten Runde gegen den ungeschlagenen Ukrainer Artur Bochuev.
Am 30. März 2006 gewann er durch t.K.o. in der zehnten Runde gegen Luciano Lombardi, den Italienischen Meistertitel. Am 14. November 2006 siegte er zudem durch t.K.o. in der siebenten Runde gegen den Mittelmeerraum-Meister der IBF Francois Bastient (29 Siege – 4 Niederlagen).
Am 15. Dezember 2006 gewann er in Hamburg durch t.K.o. in der achten Runde gegen den ungeschlagenen Mustafa Karagöllü und erhielt den Internationalen Meistertitel der WBC. In seiner ersten Titelverteidigung am 24. März 2007 in Hamburg, verlor er durch eine umstrittene Split Decision nach Punkten gegen Mahir Oral. Den Titel gewann er jedoch am 19. Oktober durch t.K.o. in der ersten Runde gegen Alpaslan Agüzüm (34-3) eindrucksvoll zurück. Anschließend verteidigte er den Titel am 15. April 2008 gegen den Belgier Jamel Bahki (16-1) und am 1. Juli selben Jahres gegen den ungeschlagenen Polen Mariusz Cendrowski (16-0).
Am 11. Juli 2009 boxte er in Nürburg um die interime Weltmeisterschaft der WBC, unterlag dabei jedoch dem ungeschlagenen Sebastian Zbik (26-0) nach Punkten. Auch den Rückkampf am 17. April 2010 in Magdeburg, verlor Spada nach Punkten.
Am 30. April 2011 scheiterte er in London beim Kampf um die Europameisterschaft der EBU, durch Punkteniederlage am ungeschlagenen Titelträger Darren Barker. Am 16. Juni 2012 sicherte er sich mit einem erneuten Punktesieg gegen Mariusz Cendrowski (22-3), den Weltmeistertitel in der Silberversion des WBC-Verbandes im Mittelgewicht.
Am 5. April 2014 boxte er in Mexiko gegen Marco Rubio (58-6) um die interime Weltmeisterschaft der WBC im Mittelgewicht, verlor jedoch durch K. o. in der zehnten Runde. Im Oktober 2014 unterlag er vorzeitig gegen Martin Murray (28-1).
Gegen Andrea Manco gewann er im Juni 2017 die italienische Meisterschaft im Mittelgewicht, welche er im Mai 2018 an Mirko Geografo verlor.